# Bóng đá tại Thế vận hội Mùa hè 1904
Tại Thế vận hội Mùa hè 1904, môn bóng đá lần thứ hai được tổ chức. Chỉ có ba đội tham dự. Thời điểm này chỉ có Canada được trao huy chương. Giải đấu năm 1904 mới chỉ được IOC công nhận chính thức còn FIFA thì chưa.
Thế vận hội 1904 diễn ra trong nhiều tháng, gắn liền với Triển lãm thế giới St Louis, và bóng đá là môn thể thao cuối cùng được diễn ra, vào tháng 11. Giải đấu được tổ chức theo thể thức vòng trong một lượt, mặc dù trận đấu giữa Christian Brothers College và Giáo xứ St. Rose phải đá lại tới hai lần vì các tỉ số hòa 0-0.

## Bảng huy chương

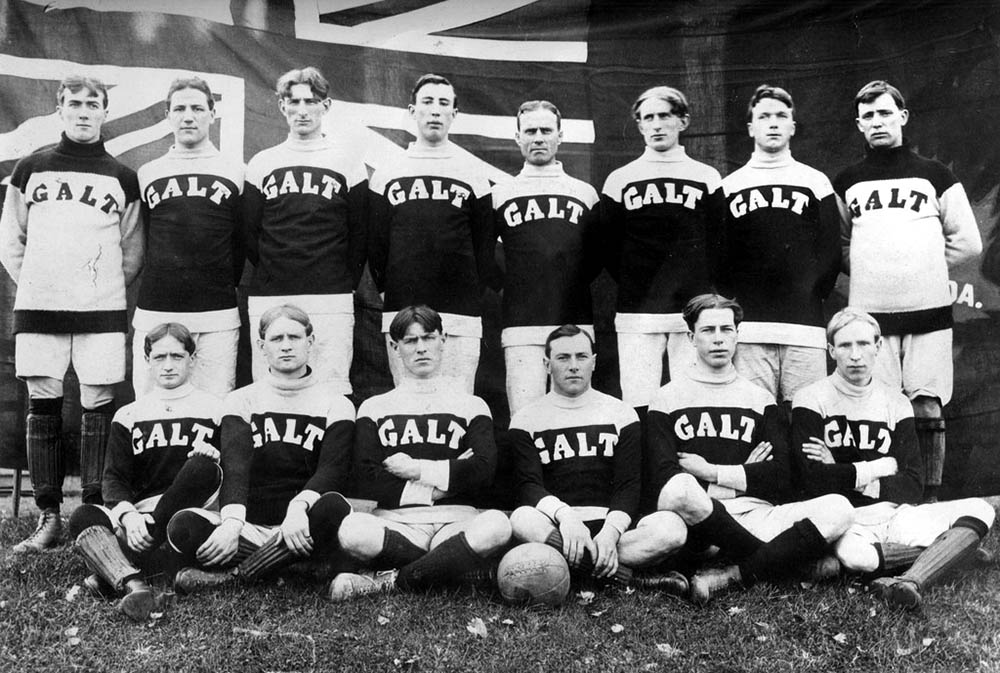
Đội Galt F.C. của Canada giành huy chương vàng.

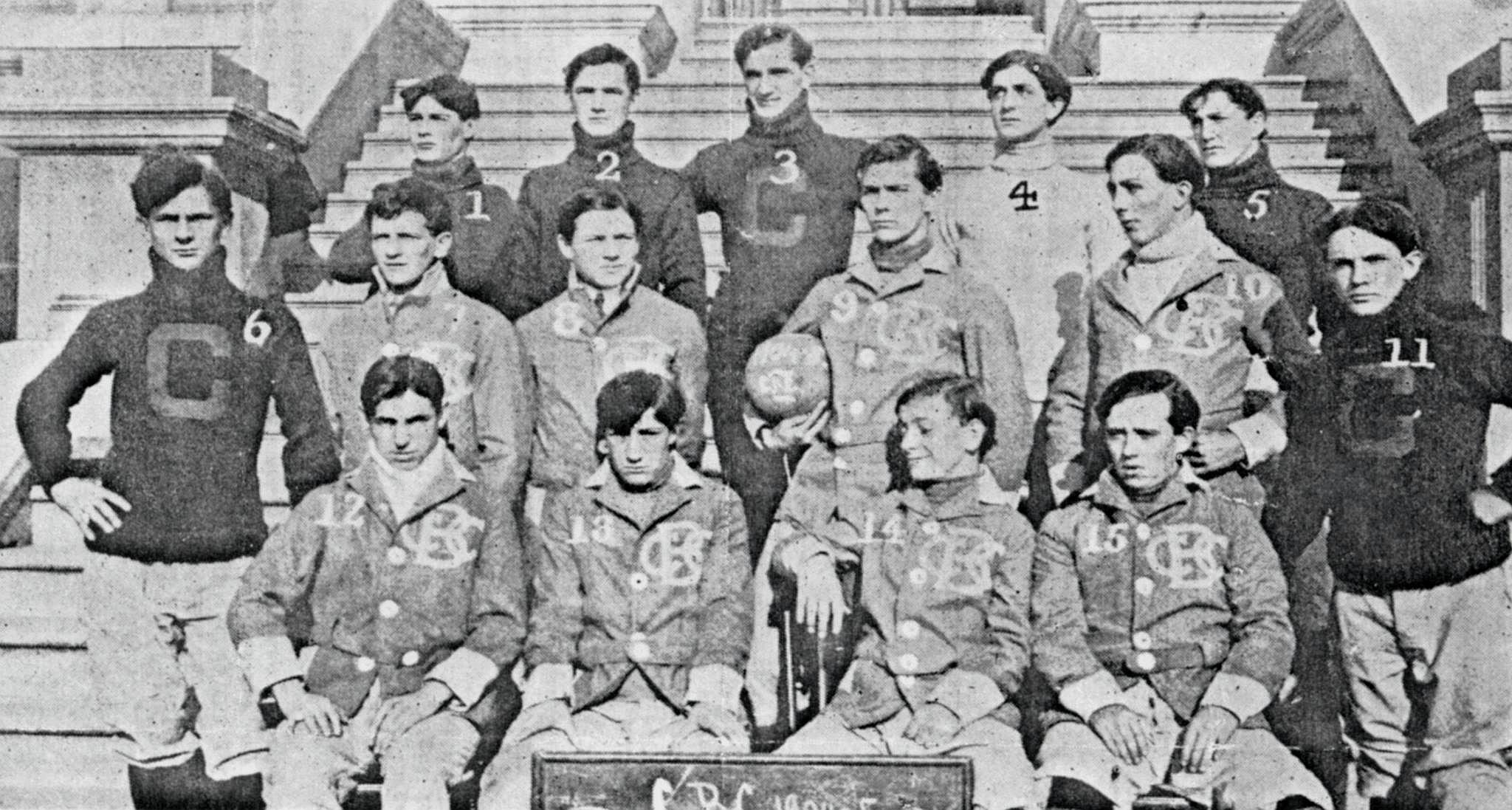
Đội bóng của St. Louis là Christian Brothers College giành huy chương bạc.

| 1 | Canada (CAN) | 1 | 0 | 0 | 1 |
| 2 | Hoa Kỳ (USA) | 0 | 1 | 1 | 2 |

## Các trận đấu
| Vị trí | Đội                        | Quốc gia | Thắng | Thua | Tỉ lệ | Bàn thắng | Bàn thua |
| ------ | -------------------------- | -------- | ----- | ---- | ----- | --------- | -------- |
| 1      | Galt F.C.                  | Canada   | 2     | 0    | 1.000 | 11        | 0        |
| 2      | Christian Brothers College | Hoa Kỳ   | 1     | 1    | .500  | 2         | 7        |
| 3      | Giáo xứ St. Rose           | Hoa Kỳ   | 0     | 2    | .000  | 0         | 6        |

| 16/11                                                                    | 16/11 | 16/11                      | 16/11 | 16/11 | 16/11 |
| ------------------------------------------------------------------------ | ----- | -------------------------- | ----- | ----- | ----- |
| Galt FC                                                                  | 7–0   | Christian Brothers College |       |       |       |
| Gordon McDonald 2' · Alexander Hall 3' · Frederick Steep · Thomas Taylor |       |                            |       |       |       |
| November 17                                                              |       |                            |       |       |       |
| Galt FC                                                                  | 4–0   | Giáo xứ St. Rose           |       |       |       |
| Thomas Taylor 2' · Albert Hendersen · William Twaits                     |       |                            |       |       |       |
| 20/11                                                                    |       |                            |       |       |       |
| Giáo xứ St. Rose                                                         | 0–0   | Christian Brothers College |       |       |       |
| 21/11                                                                    |       |                            |       |       |       |
| Giáo xứ St. Rose                                                         | 0–0   | Christian Brothers College |       |       |       |
| 23/11                                                                    |       |                            |       |       |       |
| Giáo xứ St. Rose                                                         | 0–2   | Christian Brothers College |       |       |       |
|                                                                          |       | (không rõ)                 |       |       |       |